# 安彦千恵
安彦 千恵（あびこ ちえ）は、名古屋生まれのヴァイオリン奏者。
4歳からヴァイオリンを始める。東京芸術大学音楽学部卒業。1994年、岩城宏之指揮オーケストラ・アンサンブル金沢と協演。景山誠治、アーロン・クロズニック、清水高師に師事。

## コンクール歴
- 1991年
  - 第5回モーツァルト国際コンクールでフェリックス・ウンガー賞。
  - 第60回日本音楽コンクールで第2位、黒柳賞。
  - 第10回ヴィエニアフスキ国際ヴァイオリン・コンクールで第2位、バッハ最優秀演奏者賞、モーツァルト最優秀演奏者賞などの6つの副賞。
- 1993年
- 安宅賞受賞。
  - エリザベート王妃国際音楽コンクールで第6位。

## レコーディング
- 「エリザベート・コンクールの日本」（1995年、日本クラウン）サン＝サーンス「ヴァイオリン協奏曲第3番」